# Oreitia
Oreita est un village ou contrée faisant partie de la municipalité de Vitoria-Gasteiz dans la province d'Alava dans la Communauté autonome basque.
Ce village se situe sur la route de Dulantzi à 10 km.

## Personnalités liées à la commune
- Juan Beltrán de Guevara Enrike IV : a été ambassadeur d'Espagne en France.
- Rikardo Gonzalez de Durana (1959) : bertsolari.

## Voir également
- Liste des municipalités d'Alava